# Festuca peristerea
Festuca peristerea är en gräsart som först beskrevs av Jean Jacques Vetter, och fick sitt nu gällande namn av Markgr.-dann. Festuca peristerea ingår i släktet svinglar, och familjen gräs. Inga underarter finns listade i Catalogue of Life.